# Quốc ca Cộng hòa Buryatia
Quốc ca Cộng hòa Buryatia (Tiếng Buryat: Буряад Уласай түрын дуулал, Bügede Najramdaka Burjád Ulasaj dúlal) là một trong những biểu tượng của Cộng hòa Buryatia cùng với cờ và huy hiệu. Lời được viết bởi Damba Zhalsarayev và được dịch sang tiếng Nga bởi Oleg Dmitriyev. Phần nhạc được sáng tác bởi nhà soạn nhạc và giáo viên âm nhạc người Buryat Anatoliy Andreyev.
Bài quốc ca được thông qua vào ngày 20 tháng 4 năm 1995 với Điều luật N121-I "Về Quốc ca của Cộng hòa Buryatia".

## Lời

### Tiếng Buryat
| Ký tự Cyrill | Ký tự Latinh | Chữ Mông Cổ | Chuyển tự IPA |
| --- | --- | --- | --- |
| Үнгын дайдаар, хангай тайгаар нэмжыгшэ Үлзы Буряад — манай нангин үлгы. 𝄆 Сэлмэг сарюун, сэнхир номин шарайшни Сэдьхэлдэмнай хэзээдэшье зулгы. 𝄇 Эрхим хангал санзай шэнги агаарташ Эршэ хүсөөр элсүүлэнгүй яалайб! 𝄆 Эмтэй домтой мүнхын уһан аршаандаш Эльгэ зүрхөө хүртүүлэнгүй яалайб! 𝄇 Холын замда эхын ёһоор юрөөжэ, Хүмүүн зондо хэтын жаргал хүсөөш. 𝄆 Саяан хадын сэлгеэн амяар арюудхан, Байгал далайн гэгээн долгёор сүршөөш. 𝄇 Шэрүүн сагай ерээшье һаа дэлхэйдэ, Шинии заяан замһаа хадуурхагүйл. 𝄆 Эбтэй дорюун бүлын ёһоор жаргыш даа, Энхэ Буряад — манай нангин үлгы. 𝄇 Эхэ нютаг! | Üngiin daidaar, kangai taigaar nemzhiigshe Ülzii Buryaad — manai nangin ülgii. 𝄆 Selmeg saryuun senkir nomin sharaishni Sedykeldemnai kezeedeshye zulgii. 𝄇 Erkim kangal sanzai shengi agaartash Ershe küsöör elsüülengüi yaalaib! 𝄆 Emtei domtoi münkiin uhan arshaandash Elyge zürköö kürtüülengüi yaalaib! 𝄇 Koliin zamda ekiin yohoor yüröözhe, Kümüün zondo ketiin zhargal küsöösh. 𝄆 Sayaan kadiin selgyeen amyaar aryuudkan, Baigal dalain gegeen dolgyoor sürshöösh. 𝄇 Sherüün sagai yereeshye haa delkeide, Shinyi zayaan zamhaa kaduurkagüil. 𝄆 Ebtei doryuun büliin yohoor zhargiish daa, Enke Buryaad — manai nangin ülgii. 𝄇 Eke nyutag! | ᠦᠨᠡᠭᠡᠶᠢᠨ ᠳᠠᠶᠢᠳᠤᠷ᠎ᠠ᠂ ᠬᠠᠩᠭᠠᠢ ᠲᠠᠶᠢᠭ᠎ᠠ ᠪᠠᠷᠨᠡᠮᠡᠵᠢᠰᠢ ᠦᠯᠵᠤ ᠪᠤᠷᠶ᠎ᠠ ᠳᠤᠮᠠᠨᠤ ᠨᠠᠩᠭᠢᠨ ᠦᠯᠤ᠃ 𝄆 ᠰᠡᠯᠡᠮᠡᠭ ᠰᠠᠷᠶᠤᠨ᠂ ᠰᠡᠩᠬᠢᠷ ᠨᠣᠮᠢᠨ ᠰᠢᠷᠠᠶᠢᠰᠢᠨᠢ ᠰᠡᠳᠢᠬᠥᠯᠢᠳᠡᠮᠨᠠᠢ ᠬᠡᠵᠢᠶᠡᠳᠡᠰᠢᠶ᠎ᠡ ᠵᠤᠯᠤᠭ᠃ 𝄇 ᠡᠷᠡᠬᠢᠮ ᠬᠠᠩᠭᠠᠯ ᠰᠠᠨᠵᠠᠢ ᠱᠢᠩᠭᠢ ᠠᠭᠠᠷᠲᠠᠰᠢ ᠡᠷᠰᠢ ᠬᠦᠰᠡᠷ᠎ᠡ ᠡᠯᠰᠡᠭᠦᠯᠦᠩᠭᠦᠢ ᠶᠠᠯᠠᠶᠢᠪ 𝄆 ᠡᠮᠲᠡᠢ ᠳᠣᠮᠲᠠᠢ ᠮᠦᠩᠬ᠎ᠠ ᠶᠢᠨᠤᡑᠠᠨ ᠠᠷᠱᠠᠩᠳᠠᠰᠢ ᠡᠯᠭᠡ ᠵᠢᠷᠦᠬᠡᠪᠡᠨ ᠬᠦᠷᠲᠦᠭᠦᠯᠦᠨᠭᠦᠢ ᠶᠠᠯᠠᠶᠢᠪ 𝄇 ᠬᠣᠯᠠᠶᠢᠨ ᠵᠠᠮᠳᠠ ᠡᠬᠡᠶᠢᠨ ᠶᠣᡑᠣᠣᠷ ᠶᠦᠷᠡᠵᠡ᠂ ᠬᠥᠮᠥᠨ ᠵᠣᠨᠳᠣ ᠬᠡᠲᠦᠶᠢᠨ ᠵᠢᠷᠭᠠᠯ ᠬᠦᠰᠥᠱᠢ᠃ 𝄆 ᠰᠠᠶᠠᠨ ᠬᠠᠳᠠᠶᠢᠨ ᠰᠡᠯᠭᠶᠡᠨ ᠠᠮᠠᠶᠠᠷ ᠠᠷᠤᠳᠬᠠᠨ᠂ ᠪᠠᠶᠢᠭᠠᠯ ᠳᠠᠯᠠᠢᠶᠢᠨ ᠭᠡᠭᠡᠨ ᠳᠣᠯᠣᠭᠶᠠᠷ ᠰᠦᠷᠦᠰᠢᠶᠡᠰᠢ᠃ 𝄇 ᠱᠢᠷᠦᠨ ᠰᠠᠭᠠᠢᠶᠡᠷᠡ ᠪᠡᠨᠰᠢᠶ᠎ᠡ ᡑᠠ ᠳᠡᠯᠬᠡᠶᠢᠳᠡ᠂ ᠰᠢᠩᠢ ᠵᠠᠶᠠᠭᠠᠨ ᠵᠠᠮᠠ ᠬᠠᠳᠠᠭᠤᠷᠬᠠᠭᠦᠶᠢᠯ᠃ 𝄆 ᠡᠪᠲᠡᠢ ᠳᠣᠷᠣᠶᠤᠨ ᠪᠦᠯᠢᠶᠢᠨ ᠶᠣᡑᠣᠣᠷ ᠵᠢᠷᠭᠤᠰ ᠳ᠋ᠠ᠂ ᠡᠩᠬᠡ ᠪᠤᠷᠶ᠎ᠠ ᠳᠤᠮᠠᠨ ᠤᠨᠠᠩᠭᠢᠨ ᠦᠯᠤ᠃ 𝄇 ᠡᠭᠡ ᠨᠦᠲ᠋ᠠᠭ | [uŋ.gɨːŋ dɛ͡e̞.däːr ǀ χäɴ.ɢɛ͡e̞ tʰɛ͡e̞.ɢäːr ne̝m.ʒʲɪk.ʃɤ̞ ǀ] [ul.zɨː bʊ.rʲäːt ǀ mä.nɛ͡e̞ näŋ.gʲɪŋ ul.gɨː ǁ] 𝄆 [se̝l.mɤ̞k sä.rʲʊːŋ se̝ŋ.xʲɪr nɔ.mʲɪŋ ʃä.rɛ͡e̞ʃ.nʲɪ ǀ] [se̝tʲ.xɤ̞l.dɤ̞m.nɛ͡e̞ xe̝.ze̞ː.dɤ̞ʃʲ.jɤ̞ zʊl.gɨː ‖] 𝄇 [e̝r.xʲɪm χäɴ.ɢɐl säŋ.zɛ͡e̞ ʃɨ̞ŋ.gʲɪ ä.ɢäːr.tʰɐʃ ǀ] [e̝r.ʃɤ̞ xu.sɵːr e̝l.suː.lɤ̞ŋ.gu͡e̞ jäː.lɛ͡e̞p ‖] 𝄆 [e̝m.tʰɤ̞͡e̞ dɔm.tʰœ͡ɛ muŋ.xɨːŋ ʊ.ɦɐŋ är.ʃäːŋ.dɐʃ ǀ] [e̝lʲ.gɤ̞ zur.xɵː xur.tʰuː.lɤ̞ŋ.gu͡e̞ jäː.lɛ͡e̞p ‖] 𝄇 [χɔ.lɨːŋ zäm.dɐ e̝.xɨːŋ jɔ.ɦɔːr ju.rɵː.ʒɤ̞ ǀ] [xu.muːŋ zɔŋ.dɜ xe̝.tʰɨːŋ ʒär.ɢɐl xu.sɵːʃ ‖] 𝄆 [sä.jäːɴ‿χä.dɨːŋ se̝lʲ.gʲe̞ːŋ ä.mʲäːr ä.rʲʊːt.χɐŋ ǀ] [bɛ͡e̞.ɢɐl dä.lɛ͡e̞ŋ ge̝.ge̞ːŋ dɔlʲ.gʲɔːr sur.ʃɵːʃ ‖] 𝄇 [ʃɨ̞.ruːŋ sä.ɢɛ͡e̞ je̝.re̞ːʃʲ.jɤ̞‿ɦäː de̝l.xe̞ː.dɤ̞ ǀ] [ʃɨ̞.nʲiː zä.jäːŋ zäm.ɦäː χä.dʊːr.χɐ.gu͡e̞l ‖] 𝄆 [e̝p.tʰe̞ː dɔ.rʲʊːŋ bu.lɨːŋ jɔ.ɦɔːr ʒär.gɨːʃ däː ǀ] [e̝ŋ.xɤ̞ bʊ.rʲäːt ǀ mä.nɛ͡e̞ näŋ.gʲɪŋ ul.gɨː ǁ] 𝄇 [e̝.xɤ̞ nʲʊ.tʰɐk ‖] |

### Tiếng Nga
| Ký tự Cyrill | Ký tự Latinh | Chuyển tự IPA |
| --- | --- | --- |
| Таёжная, озёрная, степная, Ты добрым светом солнечным полна. Цветущая от края и до края, Будь счастлива, родная сторона. Брусничный дух, черёмухи дыханье, Лилового багульника настой. Я не дышу, а пью благоуханье Моей земли, равнинной и лесной. Прими, земля, сыновнее спасибо, Святой водой Байкала угости, Чтоб я обрёл невиданную силу Для дальнего нелёгкого пути. С тобой, земля, мы слиты воедино, Моею стала и судьба твоя. Поклон тебе от сердца, край родимый, Любимая Бурятия моя. О, мать-земля! | Tajożnaja, oziornaja, stiepnaja, Ty dobrym swietom soniecznym połna. Cwietuszczaya ot kraja i do kraja, Budj sczastliwa, rodnaja storona. Brusnicznyj duh, czieriomuhi dyhanje, Liłovogo bagulnika nastoj. Ja nie dyszu, a pju błagouhanje Mojej zemli, rawninnoj i lesnoj. Primi, ziemla, synownieje spasibo, Swiatoj wodoj Bajkała ugosti, Cztob ja obrioł niewidannuju siłu Dla dalniewo nielogkogo puti. S toboj, ziemla, my slity wojedino, Mojeju stała i sudjba twoja. Pokłon tiebie ot sierdca, kraj rodimyj, Lubimaja Buriatija moja. O, matj-ziemla! | [tɐˈjɵʐnəjə ǀ ɐˈzʲɵrnəjə ǀ sʲtʲɪpˈnajə ǀ] [tɨ ˈdobrɨm ˈsvʲetəm ˈsolnʲɪt͡ɕnɨm pɐlˈna ‖] [t͡svʲɪˈtuɕːɪjə ɐt‿ˈkrajə ˈi də ˈkrajə ǀ] [ˈbutʲ ˈɕːæslʲɪvə ǀ rɐdˈnajə stərɐˈna ‖] [brʊsʲˈnʲit͡ɕnɨj ˈdux ǀ t͡ɕɪˈrʲɵmʊxʲɪ dɨˈxanʲjə ǀ] [lʲɪˈlovəvə bɐˈɡulʲnʲɪkə nɐsˈtoj ‖] [ˈjæ ˈnʲe dɨˈʂu ǀ ˈa ˈpʲjʉ bləɡəʊˈxanʲjə] [mɐˈjej ˈzʲemlʲɪ ǀ rɐvˈnʲinːəj ˈi lʲɪsˈnoj ‖] [prʲɪˈmʲi ǀ zʲɪmˈlʲæ ǀ sɨˈnovnʲɪjə spɐˈsʲibə ǀ] [svʲɪˈtoj vɐˈdoj bɐjˈkalə ʊɡɐˈsʲtʲi ǀ] [ˈʂtop ˈjæ ɐˈbrʲɵl nʲɪˈvʲidənːʊjʉ ˈsʲilʊ] [dlʲɪ ˈdalʲnʲɪvə nʲɪˈlʲɵxkəvə pʊˈtʲi ‖] [s‿tɐˈboj ǀ zʲɪmˈlʲæ ǀ ˈmɨ ˈslʲitɨ vəjɪˈdʲinə ǀ] [mɐˈjejʉ ˈstalə ˈi sʊdʲˈba tvɐˈjæ ‖] [pɐkˈlon tʲɪˈbʲe ɐt‿ˈsʲert͡sə ǀ ˈkraj rɐˈdʲimɨj ǀ] [lʲʉˈbʲiməjə bʊˈrʲætʲɪjə ˈmojə ‖] [ɐ ˈmatʲ zʲɪmˈlʲæ ‖] |

### Tiếng Việt
Vùng đất của taiga, hồ, và thảo nguyên,
Người tràn ngập trong nắng ấm
Thịnh vượng ở khắp nơi nơi,
Hãy hạnh phúc, quê hương của chúng ta.
Một linh hồn của nam việt quất, một hơi thở của anh đào,
Mùi hương thơm ngát của hoa hương thảo tím
Ta nín thở, ta cảm nhận mùi hương thơm ngát,
Của đồng bằng và cánh rừng đất nước ta.
Đất nước của ta, chấp nhận lòng biết ơn của con trai Người,
Nhận lấy nước thánh hồ Baikal.
Vì vậy, ta tìm thấy sức mạnh chưa từng có,
Cho một con đường dài và khó khăn.
Chúng ta hợp nhất với Người, vùng đất của chúng ta,
Số phận của Người cũng đã trở thành của ta.
Ta cúi chào Người từ trái tim ta, đất nước thân yêu,
Buryatia yêu dấu của ta!
Ôi, quê hương!